# افت انتشار
در آکوستیک زیرآب، افت انتشار معیاری برای کاهش شدت صوت است که صدا از منبع صوتی زیرآب دور می‌شود. به عنوان تفاوت بین سطح منبع و سطح فشار صوت دریافتی تعریف می‌شود.